# Marius Reksjø
Marius Reksjø (* 3. Oktober 1973 in Horten) ist ein norwegischer Jazzbassist.

## Leben und Wirken
Reksjø, der an der Universität Oslo Musik studierte, war zunächst Bassist der Gruppe Insert Coin. Er wurde bekannt durch seine Zusammenarbeit mit Eivind Aarsets Band Électronique Noir, an deren Album Light Extracts (2001) er mitwirkte, und mit Bugge Wesseltoft (Album Moving, 2001). Mit der Bobby Hughes Combination nahm er das Album Nhu Golden Era (2002) auf. Außerdem trat er auch mit der dänischen Rockband The Savage Rose und dem Singer-Songwriter Jan Eggum (Album Deilig) auf.
Mit der Sängerin Beate S. Lech bildet Reksjø das Duo Beady Belle. Dessen Debütalbum Home entstand ab 1999 (erschienen 2001), es folgten die Alben Cewbeagappic (2004), Closer (2005) und Belvedere (2008).